# Cole Brothers Circus

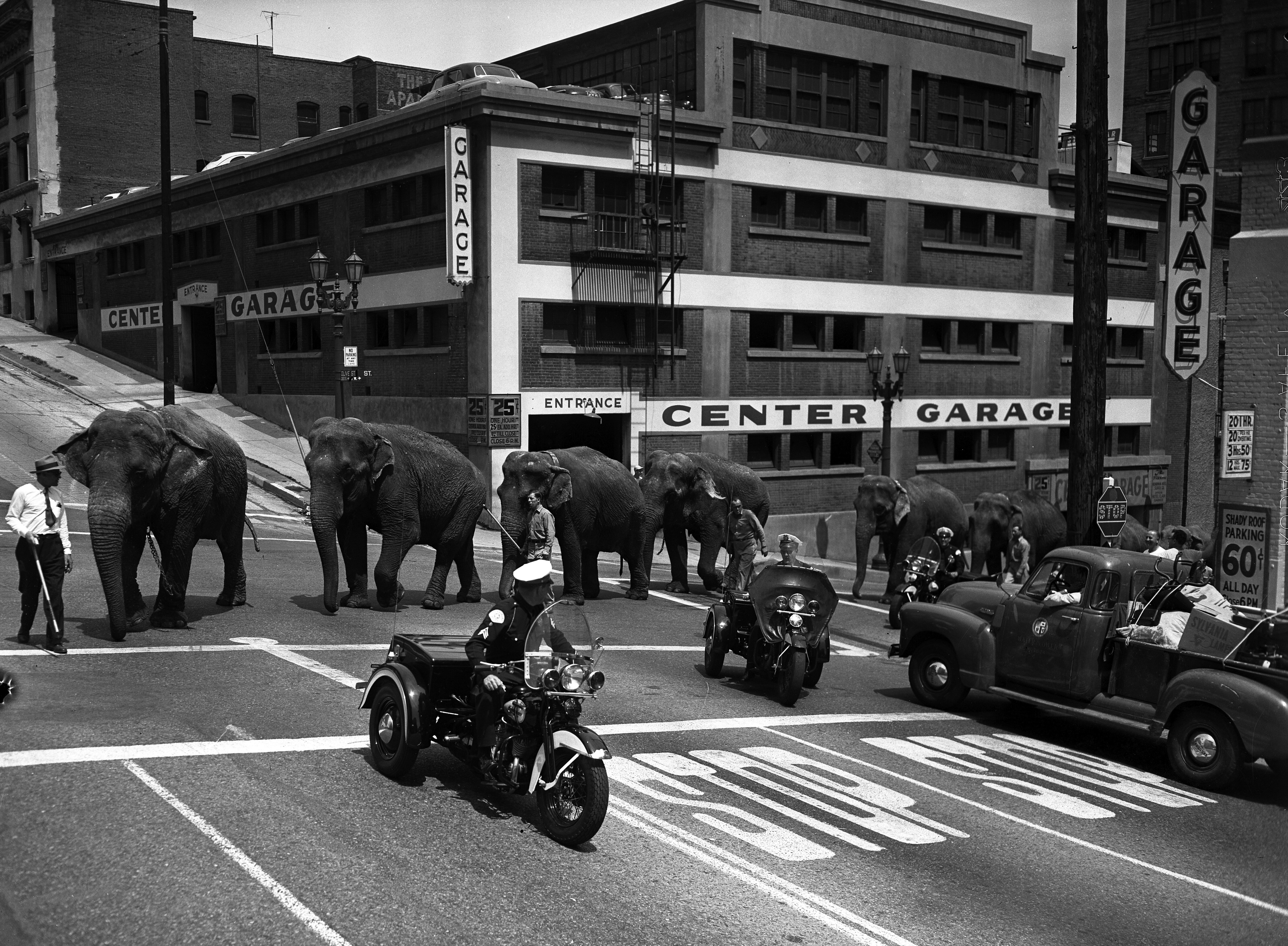
Parade des éléphants du Cole Brothers Circus à travers Los Angeles, en 1953.

Cole Brothers Circus est l'un des grands cirques américains. Il a été fondé en 1884 par les frères Cole et est toujours actif.